# Futuro Azul
O Futuro Azul (em finlandês:  Sininen tulevaisuus e em sueco:  Blå framtid), fundado em 2017, é um partido conservador finlandês, resultado de uma cisão do Partido dos Finlandeses.  O partido foi fundado por ex-membros do Partido dos Finlandeses que se opunham ao novo líder do partido, Jussi Halla-aho, conhecido pelo seu discurso feroz contra imigração e em relação ao Islão.

## Resultados eleitorais
| Data | CI. | Votos | % | Deputados | Status |
| ---- | --- | ----- | - | --------- | ------ |
| 2019 |     |       |   |           |        |